# إيمانويل بيانكي
إيمانويل بيانكي (بالإيطالية: Emanuele Bianchi)‏ (10 أغسطس 1984 في إيطاليا - ) هو لاعب كرة قدم إيطالي في مركز حراسة المرمى. شارك مع منتخب إيطاليا تحت 20 سنة لكرة القدم. أما مع النوادي، فقد لعب مع نادي بياتشينزا ونادي بيروجيا ونادي سامبدوريا وSSD 1937 Milazzo ‏.

## وصلات خارجية
- إيمانويل بيانكي على موقع قاعدة بيانات كرة القدم.إي يو (الإنجليزية)